# Николо-Ямская церковь
Николо-Ямская церковь — православный храм в Рязани. Расположен к югу от исторического центра города, в бывшей Новоямской слободе. Самый значительный церковный памятник Рязани в стиле позднего классицизма. В настоящее время является епархиальным подворьем.

## История
До 1780 года территория, на которой находится храм, не входила в границы города. Слободу населяли преимущественно ямщики и извозчики. В литературных источниках установилось мнение, что каменный храм в честь святителя Николая Чудотворца был возведён на месте деревянного в 1788 году из материалов упразднённой церкви «Николы Мокрого» в Выползовой слободе. Однако вплоть до 1825 года местоположение церкви на планах Рязани не указывалось, поэтому принятая дата постройки, по мнению некоторых исследователей, подлежит уточнению.
Первоначально в храме было еще два придела: во имя мучеников Флора и Лавра и во имя преподобного Марона. Затем был устроен придел во имя священномученика Григория, просветителя Великой Армении. 
В 1822 году была сооружена колокольня. В 1826, 1837 и 1845 годах церковь перестраивалась. 
В 1920-е годы храм был закрыт. Его завалили капустой и прочими овощами из колхоза. Главки церкви, колокольня и старинный иконостас были разрушены. Колокола, иконы и вся церковная утварь была реквизированы властями. В храме был устроен пивоваренный завод. 
В 1950-е годы были заложены нижние боковые окна храма, четверик храма разделили междуэтажными перекрытиями на пять ярусов и установили железобетонную лестницу. 
В 1992—1995 годах по проекту архитектора С. Г. Варганова Рязанским научно-реставрационным управлением проводились ремонтно-реставрационные работы. Были разобраны поздние боковые пристройки к колокольне, восстановлен купол и пятиглавие четверика, отреставрированы фасады, заново расписаны своды в главном алтаре. 
В 1996 году церковь была освящена и передана в ведение Рязанской епархии. Николо-Ямская церковь стала подворьем Свято-Иоанно-Богословского мужского монастыря. 
В 2001—2005 годах были восстановлены верхние ярусы колокольни, портик и оконные проёмы на северном фасаде трапезной. Однако не удалось разобрать железобетонные перекрытия и вернуть интерьеру храма первоначальный вид. Остались не восстановленными портики храма. 
С ноября 2009 года Николо-Ямской храм является епархиальным подворьем. В храме имеются пределы в честь Николая Чудотворца и Введения во храм Пресвятой Богородицы. 

## Описание
Здание кирпичное, оштукатуренное с многочисленными белокаменными деталями. Храм представляет образец позднего классицизма.
Храм представлен трехсветным четвериком, сверху перекрытого сводом, на котором имеется пять небольших куполов. В здании находятся трёхъярусная колокольня и четырёхстолповая трапезная.

## Святыни
- Рака с мощами блаженной Любови Рязанской,
- Икона святителя Николая Чудотворца,
- Икона святителя Луки с частицей его мощей,
- Икона великомученика Пантелеимона с частицей его мощей,
- Ковчег с частицей мощей святителя Николая Чудотворца,
- Киот с скульптурным изображением святителя Николая Чудотворца,
- Ковчег с частицей мощей священномученика Григория, просветителя Великой Армении,
- Ковчег с частицей мощей мученика Трифона,
- Ковчег с частицей мощей святителя Иоасафа Белгородского[5].